# Testimony: Vol. 2, Love & Politics
Testimony: Vol. 2, Love & Politics är det fjärde studioalbumet av den amerikanska neosoul-sångerskan India.Arie, utgiven den 10 februari 2009 via Universal Republic. 
Albumet debuterade som trea på USA:s albumlista, Billboard 200, med 76 000 sålda kopior under första veckan efter utgivning, vilket gav den titeln veckans "Hot shot". Albumet sålde dock ändå hälften av vad föregångaren gjort, Testimony: Vol. 1, Life & Relationship. Nästa vecka föll Cd:n till en 7:e plats med en försäljning på cirka 32 000 kopior. Totalt har Love & Politics sålt cirka 324 500 kopior globalt.
Den ledande singel, "Chocolate High", gavs ut till radio den 28 november 2008. Den, och uppföljaren "Therapy", släpptes båda till Itunes den 16 december 2008. De hade mediala framgångar på USA:s R&B-lista. "He Heals Me", den tredje och sista singeln från skivan fick låga placeringar på landets musiklistor.
Sångerskan förklarade i en intervju om albumet "Jag är mer mig själv på den här skivan än förut".

## Låtförteckning
| Nr           | Titel             | Producenter                                                        | Längd |
| ------------ | ----------------- | ------------------------------------------------------------------ | ----- |
| 1.           | Intro: Grains     | Branden Burch, Simpson                                             | 0:48  |
| 2.           | Therapy           | Leathers, Simpson, Alonzo Stevenson                                | 3:58  |
| 3.           | Ghetto            | Burch, Simpson                                                     | 3:13  |
| 4.           | Chocolate High    | Castro, Andrew, Musiq, Simpson                                     | 4:44  |
| 5.           | He Heals Me       | Simpson                                                            | 4:59  |
| 6.           | Interlude: Grains | Burch, Simpson                                                     | 0:55  |
| 7.           | Pearls            | Sade Adu, Hale                                                     | 4:23  |
| 8.           | River Rise        | Ruff, Simpson                                                      | 3:57  |
| 9.           | Yellow            | Castro, Drew and Shannon, Simpson                                  | 2:56  |
| 10.          | Better Way        | Barnes, Ferrell, Simpson                                           | 3:30  |
| 11.          | Interlude: Grains | Burch, Simpson                                                     | 1:06  |
| 12.          | Long Goodbye      | Simpson, Simpson, Nick Trevisick                                   | 4:05  |
| 13.          | Psalms 23         | Castro, Andrew, Jared Lee Gosselin, Moorer, Lana Michelle, Simpson | 5:15  |
| 14.          | The Cure          | Aksu, Simpson                                                      | 4:41  |
| 15.          | Outro: Grains     | Burch, Simpson                                                     | 0:33  |
| 16.          | A Beautiful Day   | Robin Roberts, India.Arie, Joyce Simpson, Trevisick                | 3:51  |
| Total längd: | Total längd:      | Total längd:                                                       | 52:55 |

## Listor
| Lista (2009)                             | Topposition | Försäljning |
| ---------------------------------------- | ----------- | ----------- |
| Amerikanska Billboard 200                | 3           | 324,000     |
| Amerikanska Billboard R&B/Hip-Hop Albums | 2           | 324,000     |
| Hollands singellista                     | 53          |             |
| Schweiz singellista                      | 44          |             |